# Petr Svoboda (filmový producent)

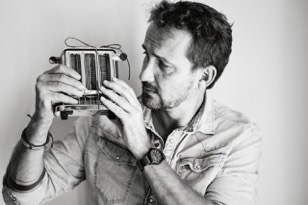
Petr Svoboda

Petr Svoboda (* 25. listopadu 1974 Praha[zdroj?]) je český filmový producent, který řídí společnost Toaster Pictures. Zabývá se tvorbou reklam, produkcí hudebních videoklipů a výrobou dokumentárních filmů.

## Profesní kariéra
Petr Svoboda založil roku 1996 promotérskou agenturu On Strike! Productions v Praze, v rámci taneční scény. Agentura pořádala celkem čtyři večery UNDERGROUND ON STRIKE! pro 5 000 lidí v podzemních garážích pod Rudolfinem mezi lety 1997–1999. V té době organizoval pražská vystoupení WestBama nebo Paula van Dyka.
Po ukončení vlastní promotérské činnosti pracoval jako freelance production manager pro agentury, včetně práce pro TAIZA, kdy produkoval přehlídky v Praze a Paříži. V roce 2005 založil SG Productions, agenturu dodávající produkční servis pro DDB Prague. Jejími klienty byly také Microsoft, OMV a GlaxoSmith Klein. Agenturu prodal v roce 2013 agentuře JCHP. V letech 2009 až 2010 pomohl s českým trhem ve společnosti Milk and Honey Films a spolu s Tomášem Krejčím, Jonbi Gudmudssonem a Tomášem Otradovcem založili společnost ATSWIM.TV, působící především na americkém trhu.
Později založil s Tomášem Otradovcem společnost Toaster Pictures, se kterou získal více než 8 ocenění ADC (Louskáček) bronz v Cannes Lions a stříbro v USA na soutěži Clio Awards.
K roku 2021 připravoval projekt From The Future World, dokumentární minisérii o střetu umělé inteligence a lidské kreativity.

## Filmografie mimo reklamu
- Muriel (2021) - krátký film, plánované uvedení na Fashion Film Festivalu Bratislava 2021
- Léna Brauner - hudební videoklip „Friend zone“, březen 2021
- From The Future World - krátký film 2021
- From The Future World - minisérie, jaro 2022